# Max Julen
Max Julen (* 15. března 1961, Zermatt, Švýcarsko) je bývalý švýcarský alpský lyžař.
Na olympijských hrách v Sarajevu roku 1984 vyhrál závod v obřím slalomu. Nejlepším jeho výsledkem na mistrovství světa bylo 10. místo v obřím slalomu roku 1985. Ve světovém poháru si připsal jediné vítězství, jedenáctkrát stál na stupních vítězů. V roce 1983 byl v obřím slalomu ve světovém poháru celkově druhý. V boji o velký křišťálový glóbus ho to v této sezóně vyneslo na osmé místo. Ukončil svou kariéru v roce 1987 ve věku 26 let a od té doby řídí rodinný hotel Beau-Rivage ve svém rodném městě Zermattu. Je ženatý a má tři děti.